# 치에하누프

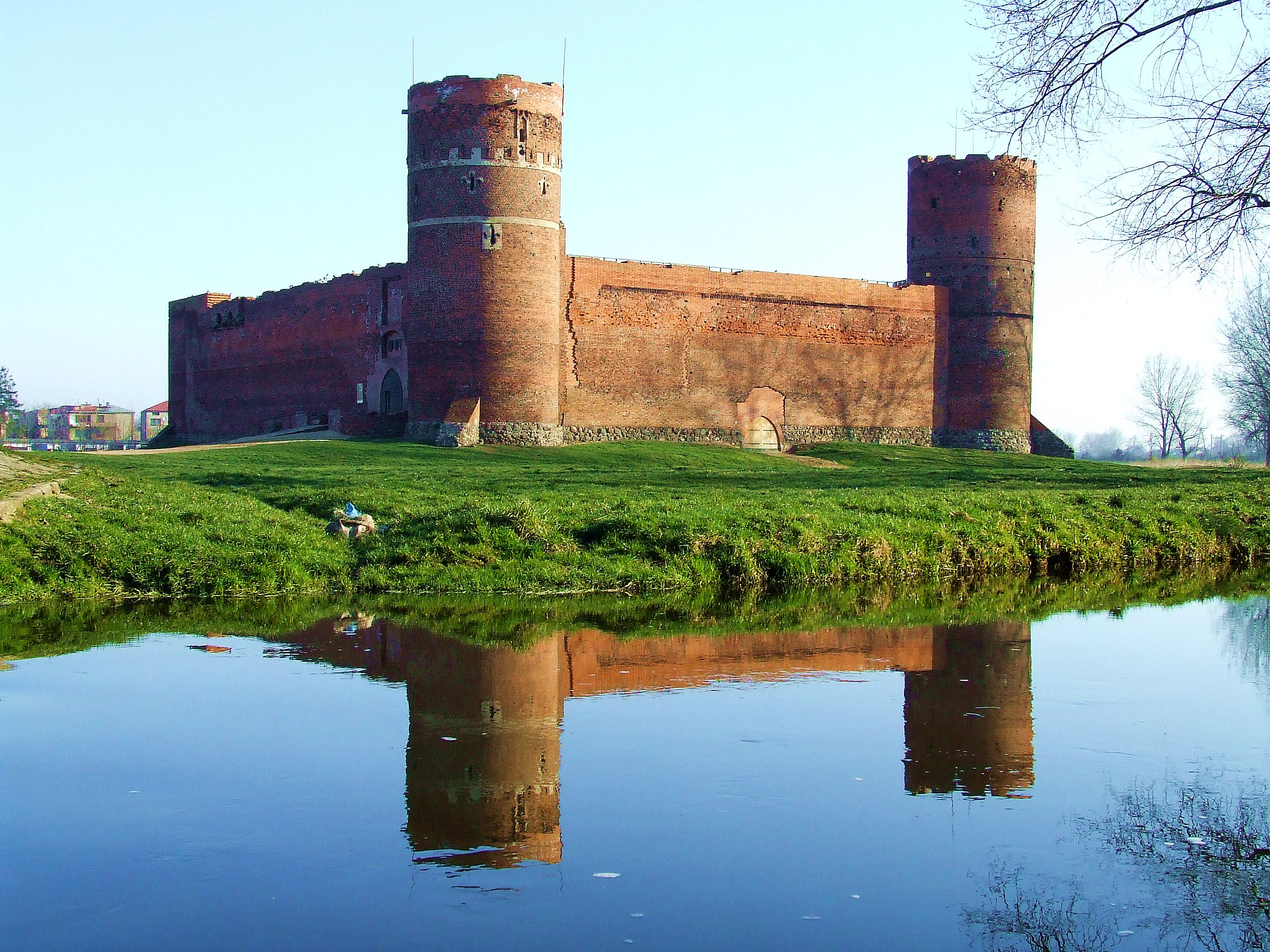
치에하누프에 있는 마조프셰 요새

치에하누프(폴란드어: Ciechanów)는 폴란드 중북부 마조프셰주에 위치한 도시로, 면적은 32.51km2, 인구는 45,902명(2006년 기준), 인구 밀도는 1,400명/km2이다.

시 문장